# Rudolf Moser (Komponist)
Rudolf Moser (* 7. Januar 1892 in Niederuzwil, Kanton St. Gallen; † 20. August 1960 in Silvaplana, Kanton Graubünden) war ein Schweizer Komponist und Musikpädagoge. Er war Bürger von Arlesheim (Kanton Basel-Landschaft).

## Leben
Moser wuchs in Basel in einem Haus bei der Steinenschanze auf, unweit der Basler Konservatoriums auf, wo er Violinunterricht erhielt; ausserdem sang er bereits als Kind beim Basler Gesangverein. Seine musikalischen Talente wurden auch im Elternhaus mit Hausmusizieren gefördert, sodass Moser noch während der Schulzeit Klavier- und Musiktheorieunterricht am Konservatorium erhielt. Nach der Matura am Humanistischen Gymnasium studierte er zunächst einige Semester Theologie an der Universität Basel, bevor er 1912 nach Leipzig zog und dort bei Max Reger, Hans Sitt und Julius Klengel sein Musikstudium begann.
Nach Ausbruch des Ersten Weltkriegs kehrte Moser 1914 nach Basel zurück und führte sein Studium am Konservatorium bei Hans Huber, Hermann Suter und Joseph Lauber weiter; daneben besuchte er musikwissenschaftliche Vorlesungen an der Universität bei Karl Nef.
Nach Abschluss seines Studiums berief 1928 der Direktor des Konservatoriums, der Komponist Felix Weingartner, Moser zum Lehrer für Komposition und Musiktheorie. Zu den bekanntesten Musikern, die dort bei Moser studierten, zählen Walter Müller von Kulm, Paul Sacher und Yehudi Menuhin.
Im Jahr 1939 erschien in Zürich der 16-seitige Druck Sommer: "Wir wandern durch die Felder: Kleine Kantate für Jugendchor, gemischten Chor und Instrumente: Op. 67. mit der Musik von Rudolf Moser zu den Texten des Lyrikers Eugen Aellen.
Von 1956 bis zu seinem Tod war er Präsident der Knabenkantorei Basel. 1960 kam Moser, ein passionierter Alpinist, durch einen Bergunfall bei Silvaplana ums Leben.